# Blowin’ Your Mind!
A Blowin' Your Mind Van Morrison 1967-ben megjelent első albuma. A lemezt 1967 március 28-án és 29-én vették fel, és tartalmazza az első szóló sikerét a Brown Eyed Girl című slágert. A Rolling Stone 1967 negyven legfontosabb albuma közé sorolta.

## A felvételek és a megjelenés körülményei
Morrison nem tartja ezt a lemezt igazi első lemeznek, mivel Bert Berns a beleegyezése nélkül válogatta a számokat, és adta ki. Néhány hónappal korábban Morrison szerződést kötött a Bang Records-szal, amelyben gyakorlatilag lemondott az általa szerzett dalok ellenőrzéséről. A számokat 1967 márciusában rögzítették, és a terv az volt, hogy négy kislemez formájában jelentetik meg. Az album borítója a rossz ízlés tipikus példája. Az izzadságtól csapzott Morrisont barna szárú növények veszik körbe, ami a kábítószer egyik jelképe. Morrison akkori felesége Janet Planet azt mondta: Soha nem használt, és nem is fog pszichedelikus anyagokat használni. Semmi köze ezekhez az anyagokhoz, és nem is akarja, hogy kapcsolatba hozzák vele. Az énekes így emlékszik vissza: Kaptam egy hívást, hogy az album megjelent, és ilyen a borítója. Tudja, majdnem elhánytam magam. Később, Berns halála után, Morrison kifejezte nemtetszését azokról a dalokról, amelyeket a szerződésben kötelezettségként vállalt.

## Dalok és áttekintés
A lemez nyolc dala közül csak a Goodby Baby (Baby Goodbye) és a Midnight Special" nem Morrison szerzemény. Clinton Heylin szerint a korong első oldala a zenetörténet egyik legjobb A oldala. Ugyanakkor Greil Marcus az egyik legellenségesebb kritikusa a lemeznek: „fájdalmasan unalmas, a háromperces Browned Eye Girl című számból álló lemez. A "He Ain't Give You None" című dal egy városi mese „vágyódásról, féltékenységről, szexuális undorról”. A dalban szerepel londoni Notting Hill Gate és a Curzon Street, ahol Morrison fiatal zenészként megfordult. Idézet a dalból: "You can leave now if you don't like what is happening." (Eldobhatod, ha nem tetszik az, ami most történik). Brian Hinton egy Bob Dylan Highway 61 Revisited korszakával hasonlítja össze: „az énekes elégedett megvetése, a dal komor léptéke, a méltóságteljes orgona és a éles gitár.”
Curzon Street Morrison szülővárosának Belfastnak egy utcája, amelynek sikátorait és hátsó udvarait említi meg az énekes a dalban. Egyik videójában (nem lehet tudni, melyikben), a Curzon Street lépcsőin látható, ahogy lefelé lépked.

## Fogadtatás
Az AllMusic három csillagot adott az ötből a lemezre. Azt írja: „Van Morrison első szólóalbumára csak a "Brown Eyed Girl" sláger miatt fogunk emlékezni, a lemez valójában gyenge próbálkozás Astral Weeks című mesterműhöz képest. Az "Entertainment Weekly" B minősítést adott a korongnak, a következő megjegyzést fűzve hozzá: „a lemez a 60-as évek blues rock kacskaringós szólóinak, hippi érzelgősségeinek és az alkalmankénti torzított gitár hangoknak csapdájába esik. De Van Morrison kezében ezek a kicsapongások erények, és ami feszültté válhatott volna, az gyakran hipnotikus.”

## A lemez dalai
Az összes dal szerzője Van Morrison, kivéve a jelzett helyen. 
| 1. | Brown Eyed Girl        | 3:03 |
| 2. | He Ain't Give You None | 5:13 |
| 3. | T.B. Sheets            | 9:44 |

| 1. | Spanish Rose                                            | 3:06 |
| 2. | Goodbye Baby (Baby Goodbye) (Wes Farrell, Bert Russell) | 2:57 |
| 3. | Ro Ro Rosey                                             | 3:03 |
| 4. | Who Drove the Red Sports Car?                           | 5:35 |
| 5. | Midnight Special (traditional)                          | 2:51 |

| 1. | Spanish Rose                                   | 3:38 |
| 2. | Ro Ro Rosey                                    | 3:09 |
| 3. | Goodbye Baby (Baby Goodbye) (Farrell, Russell) | 2:39 |
| 4. | Who Drove the Red Sports Car?                  | 3:49 |
| 5. | Midnight Special (traditional)                 | 2:46 |

## Közreműködő zenészek
- Van Morrison – gitár, ének
- Eric Gale – gitár

(A lista nem teljes.)

## Bibliográfia
- Clinton Heylin (2003). Can You Feel the Silence? Van Morrison: A New Biography, Chicago Review Press ISBN 1-55652-542-7
- Brian Hinton (1997). Celtic Crossroads: The Art of Van Morrison,  Sanctuary, ISBN 1-86074-169-X
- Johnny Rogan (2006). Van Morrison: No Surrender, London:Vintage Books ISBN 978-0-09-943183-1

## Külső hivatkozások
- WFMU'S: Beware of the Blog Morrison's Contractual Obligation Album